# Phlebotomus riouxi
Phlebotomus riouxi is een muggensoort uit de familie van de motmuggen (Psychodidae). De wetenschappelijke naam van de soort is voor het eerst geldig gepubliceerd in 1998 door Depaquit, Leger & Killick-Kendrick.